# D-Sides
D-Sides és una compilació del grup Gorillaz que conté cares B i remescles dels seus senzill i alguna cançó de bonificació. Fou publicat el novembre de 2007 i disponible en l'edició normal i deluxe. El rostre que apareix en la portada és el dimoni conegut com a Pazuzu. Va arribar a les posicions 63 i 166 en les llistes d'àlbums britànica i estatunidenca respectivament.

## Llista de cançons
| 1.            | «68 State»                                        | 4:48  |
| 2.            | «People»                                          | 3:28  |
| 3.            | «Hongkongaton»                                    | 3:34  |
| 4.            | «We Are Happy Landfill»                           | 3:39  |
| 5.            | «Hong Kong»                                       | 7:15  |
| 6.            | «Highway (Under Construction)»                    | 4:20  |
| 7.            | «Rock It»                                         | 3:30  |
| 8.            | «Bill Murray» (featuring The Bees)                | 3:53  |
| 9.            | «The Swagga»                                      | 4:58  |
| 10.           | «Murdoc Is God»                                   | 2:26  |
| 11.           | «Spitting Out the Demons»                         | 5:10  |
| 12.           | «Don't Get Lost in Heaven» (versió demo original) | 2:29  |
| 13.           | «Stop the Dams» (featuring Ghostigital)           | 5:39  |
| Durada total: | Durada total:                                     | 53:29 |

| 14.           | «Samba at 13»        | 6:25  |
| 15.           | «Film Trailer Music» | 1:44  |
| 16.           | «Rockit» (videoclip) | 3:47  |
| Durada total: | Durada total:        | 65:25 |

| 1.            | «DARE» (DFA Remix)                                 | 12:14 |
| 2.            | «Feel Good Inc.» (Stanton Warriors Remix)          | 7:24  |
| 3.            | «Kids with Guns» (Jamie T's Turns to Monsters Mix) | 4:22  |
| 4.            | «DARE» (Soulwax Remix)                             | 5:42  |
| 5.            | «Kids with Guns» (Hot Chip Remix)                  | 7:09  |
| 6.            | «El Mañana» (Metronomy Remix)                      | 5:44  |
| 7.            | «DARE» (Junior Sanchez Remix)                      | 5:26  |
| 8.            | «Dirty Harry» (Schtung Chinese New Year Remix)     | 3:53  |
| 9.            | «Kids with Guns» (Quiet Village Remix)             | 10:08 |
| Durada total: | Durada total:                                      | 60:22 |

| 10.           | «Feel Good Inc.» (directe al Manchester Opera House) | 3:42  |
| 11.           | «Hong Kong» (directe al Manchester Opera House)      | 6:38  |
| Durada total: | Durada total:                                        | 70:42 |